# 物權行為
物權行為（英語：Juristal act of real right）是指在大陸法系的法律體系中，使物權發生私法上取得、喪失、變動等效果的法律行為，法律上稱為權利的得喪變更。常見的物權行為包括所有權的讓與、移轉或拋棄、地上權或抵押權的設定等等。在法律行為的歸類上，由於物權行為之本旨在於直接使權利發生變動，而非雙方約定為一定給付的債權債務關係，因此屬於「處分行為」（Act of disposition）。

## 成立
物權行為屬於法律行為的一種，其成立要件與生效要件仍應回溯適用一般法律行為之基準，即當事人、標的及意思表示三項。白話來說，就是當事人必須具有完整的行為能力、標的必須是可流通的合法之物等。

## 無因性原則
物權無因性原則是指物權行為不其原因（債權行為）的欠缺，致處分行為本身的效力因此受到影響。舉例而言，甲與乙簽訂買賣契約並約定交付貨物，則甲交付該物以移轉所有權的物權行為，其效力並不受到其與乙簽訂的債權契約效力影響；換言之，即使甲乙間買賣契約嗣後因其他原因而無效或被撤銷，該交付貨物的物權行為仍屬合法有效，並不因此而隨之無效或撤銷。會有這樣的規定是源自物權獨立性理論所致，該理論強調物權行為與債權行為之效力應分別、獨立判斷，並賦予不同的法律效果。從而，在此一法律框架下，甲如因契約無效、撤銷而欲追回該物之所有權，自不得以原因債權契約的相關規定請求，而需另以不當得利或其他物權規範作為請求權之基礎。
值得注意的是，物權無因性的理論僅存在於大陸法系國家（德國、法國、台灣、中國等）的法律中，普通法系國家（英國、美國、香港等）並沒有這樣的概念。

## 效力
物權行為具有對世效力，亦即可以對任何人主張物權行為的有效性，這是因為物權本身具有公示性，其權利狀態屬於眾人皆得以輕易知悉之事實，例如動產的占有外觀（事實上的管領）、不動產的所有權歸屬（均由地政機關登記在案，一般人皆可查詢）等，從而使物權行為之效力得以擴及不特定的所有人。反之，債權行為因為僅存在於當事人間約定，第三人無從知悉，且不具公示外觀，因此僅具有相對效力，不得對當事人以外的人主張。

## 種類

### 權利拋棄
物之所有權人一旦拋棄該物的所有權，該物即變為「無主物」，同時意謂者原所有權人喪失對該物一切權利。所有權的拋棄屬於單獨行為，僅需物的所有權人主觀上有拋棄意思、客觀上亦有表現出拋棄所有物的行為，該物權行為原則上即生效。

### 權利移轉
權利的讓與是指當事人間基於讓與合意，將標的物或特定債權移轉給他人的法律行為，亦稱為「物權契約」。動產移轉需交付標的物，不動產則基於公示性而以移轉登記為必要條件；至於準物權（如：債權）的讓與，因無實物可交付或登記，故於形成讓與合意時起即為移轉。
常見的權利讓與包括動產或不動產的所有權移轉、抵押權、質權或典權的移轉等等。

### 權利設定
所有權以外的其他物權，包括用益物權（地上權、不動產役權、典權、農育權）與擔保物權（質權、抵押權、留置權），可經由設定而取得其原始權利，稱為權利設定。

## 外部連結
- 物权无因性原理与善意取得制度关系浅论 （页面存档备份，存于），陝西教育學院學報第25卷4期 ，2009年12月30日，頁65-67